# روابط آلمان و عراق
روابط آلمان و عراق به روابط دو جانبه بین آلمان و عراق اشاره دارد. عراق یک سفارت در برلین دارد، در حالی که آلمان یک سفارت در بغداد و یک سرکنسولگری در اربیل دارد.

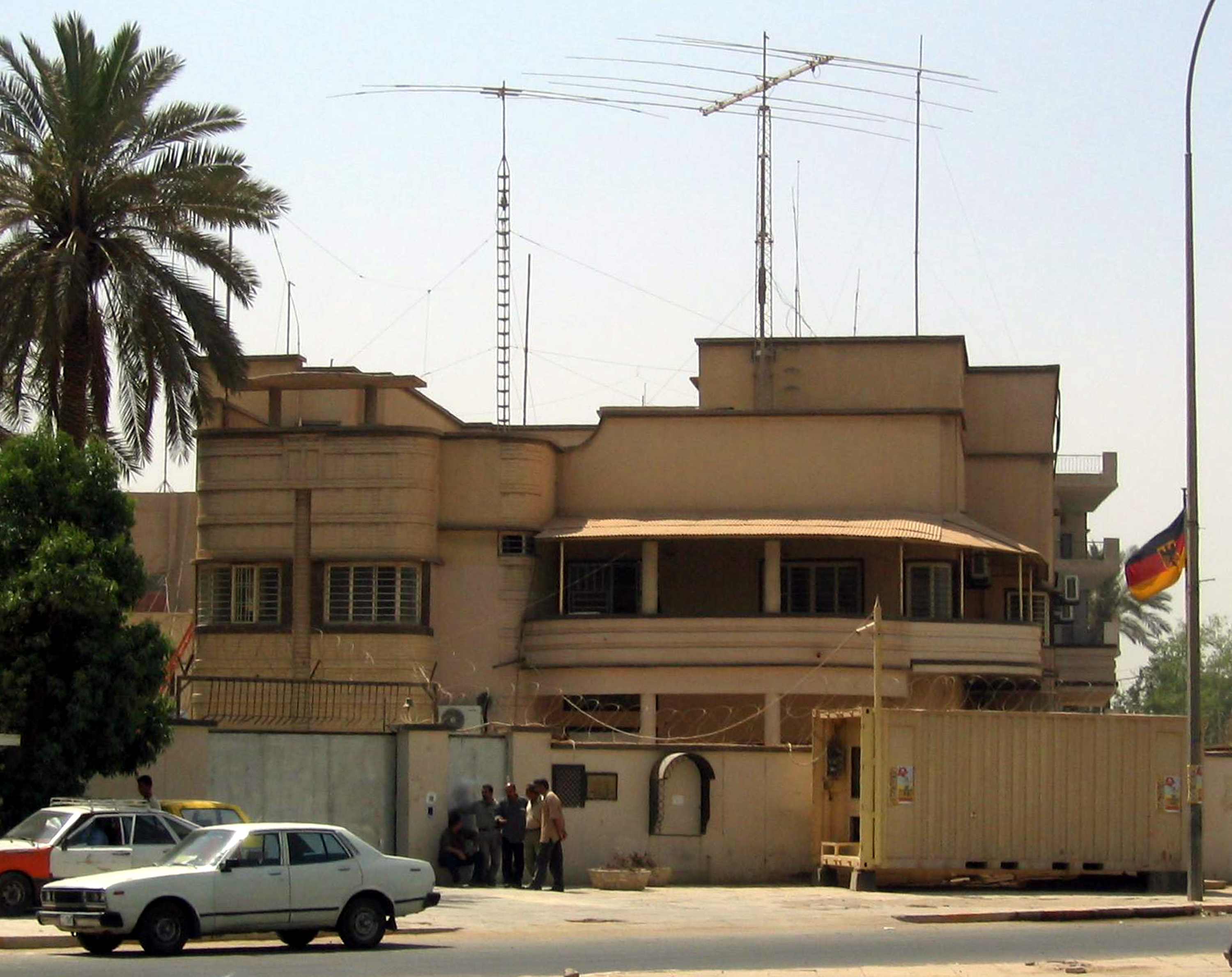
سفارت آلمان در بغداد، عراق.

حدود ۳۰۰۰۰۰ عراقی در آلمان زندگی می‌کنند.

## تاریخچه

### آلمان نازی
کودتای ۱۹۴۱ عراق که کودتای رشید علی الگیلانی یا کودتای میدان طلایی نیز نامیده می‌شود، یک کودتای ملی‌گرا و طرفدار آلمان در عراق در ۱ آوریل ۱۹۴۱ بود که سرنگون شد. رژیم طرفدار بریتانیا به رهبری عبدالله و نخست‌وزیر نوری السعید و رشید علی الگیلانی را به عنوان نخست‌وزیر منصوب کردند. عراق تا زمانی که در ماه مه ۱۹۴۱ در جریان جنگ انگلیس و عراق علیه بریتانیا جنگید، که منجر به سقوط دولت علی و اشغال مجدد عراق توسط امپراتوری بریتانیا شد، به عنوان یک کشور متخاصم نیروهای محور و متحد آلمان نازی باقی ماند. و بازگرداندن نایب السلطنه عراق، شاهزاده عبدالله، که طرفدار انگلیس بود.

### آلمان شرقی
عراق در آن زمان تنها رژیم غیرکمونیستی آلمان شرقی را به رسمیت شناخت. به رسمیت شناختن کامل دیپلماتیک آلمان شرقی توسط عراق و تصدیق وزیر خارجه اتو وینزر به رسمیت شناختن آن در نویس دیوتیشلند در ۲ مه ۱۹۶۹ اعلام شد
تصمیم عراق کاملاً غافلگیرکننده نبود، زیرا به دنبال سفر طولانی عبدالکریم الشیخلی به اتحاد جماهیر شوروی و آلمان شرقی از ۲۰ تا ۳۱ مارس ۱۹۶۹ صورت گرفت. گفت و گوها بر تقویت روابط دو کشور و برداشتن گام‌های بیشتر برای تعمیق همکاری در زمینه‌های سیاسی، اقتصادی و فرهنگی بود. بدین ترتیب عراق چهاردهمین ایالتی شد که آلمان شرقی را به رسمیت شناخت. علاوه بر سیزده دولت «سوسیالیست»، این اولین کشور غیرمتعهد یا جهان «سوم» بود که این تصمیم را گرفت.
در همین حال، عراق به آلمان شرقی نفت صادر می‌کرد، که خودروهای نظامی و سلاح به عراق صادر می‌کرد. در سال ۱۹۸۲، آلمان شرقی هم به ایران و هم به عراق که در حال جنگ با یکدیگر بودند، سلاح صادر کرد.

### روابط با آلمان غربی و آلمان متحد
اگرچه عراق از سال ۱۹۵۳ با آلمان غربی رابطه داشت، اما عراق و سایر کشورهای عربی به دلیل برقراری روابط با اسرائیل، روابط خود را با آن قطع کردند. پیوندها بعداً بازسازی شدند.
پس از جنگ خلیج فارس در سال‌های ۱۹۹۱ تا ۱۹۹۰ و در دوران اشغال پس از سقوط رژیم صدام حسین، روابط دیپلماتیک به میزان محدودی ادامه یافت.
آلمان به همراه چین، روسیه، فرانسه و بلژیک با تهاجم انگلیس و آمریکا به عراق در سال ۲۰۰۳ مخالفت کردند.
در اوت ۲۰۱۴، دولت آلمان اعلام کرد که به نیروهای پیشمرگه کرد که در حال مبارزه با داعش هستند ، سلاح می‌فرستد. این محموله‌ها شامل تسلیحات، زره پوش و تجهیزات ارتباطی است. وزارت دفاع آلمان گزارش داد که این کمک‌های نظامی برای تأمین ۴۰۰۰ نیروی پیشمرگه کافی است.
تا دسامبر ۲۰۱۴، در حمایت از مداخله نظامی به رهبری آمریکا علیه داعش، کابینه آلمان استقرار ۱۰۰ نیروی بوندس‌ور را برای آموزش نیروهای پیشمرگه به شمال عراق تصویب کرد.

## تجارت
برآوردها برای سال ۲۰۱۸ تجارت آلمان و عراق را ۱٫۷۶ میلیارد یورو نشان می‌دهد. بیش از ۶۰۰ شرکت آلمانی با عراق تجارت می‌کنند. آلمان عمدتاً نفت وارد می‌کند و وسایل نقلیه موتوری، مواد شیمیایی، ماشین آلات و الکترونیک صادر می‌کند.